# K2-72 e
K2-72 e, conosciuto anche con la denominazione EPIC 206209135.04, è uno dei quattro pianeti extrasolari scoperti in orbita attorno alla stella K2-72, distante 228 anni luce dal sistema solare e situata nella costellazione dell'Aquario. La scoperta del pianeta è stata confermata nel luglio 2016 grazie ai dati del telescopio spaziale Kepler durante la seconda parte della sua missione.

## Osservazione
Trattandosi di un pianeta relativamente piccolo, gli astronomi hanno potuto scoprire K2-72 e solo nel 2016 attraverso il telescopio spaziale Kepler. Da allora gli astronomi si sono soffermati soprattutto su di esso che sugli altri mondi del sistema, in quanto è quello che più sembra avere possibilità di ospitare la vita.

## Parametri orbitali
L'orbita del pianeta è relativamente eccentrica, il semiasse maggiore è di 0,106 UA, impiega poco più di 24 giorni a compiere una rivoluzione e la vicinanza con la stella fa anche sì che K2-72 e sia probabilmente in rotazione sincrona, ovvero mostri al suo sole sempre la stessa faccia. 
Per via di questa caratteristica, il pianeta ha una faccia costantemente bruciata dal calore della stella e una perennemente avvolta nell'oscurità. Ciò fa sì che ci sia uno sbalzo termico di decine di gradi a seconda su quale faccia del pianeta ci si trovi.

## Abitabilità
L'indice di similarità terrestre (ESI), che misura la somiglianza degli esopianeti rispetto alla Terra, è stimato in 0,87, uno dei più alti tra i pianeti conosciuti a fine 2022.
Il pianeta è quasi certamente in rotazione sincrona, ossia volge alla stella sempre lo stesso emisfero, mentre quello opposto è costantemente in ombra. Nonostante la rotazione sincrona non sia un fattore positivo per temperature medie adatte ad avere acqua liquida in superficie, e nonostante il pianeta riceva il 20% in più della radiazione che la Terra riceve dal Sole, è possibile che lungo le zone del terminatore la temperatura sia favorevole per l'esistenza dell'acqua liquida.